# Тайбейський метрополітен

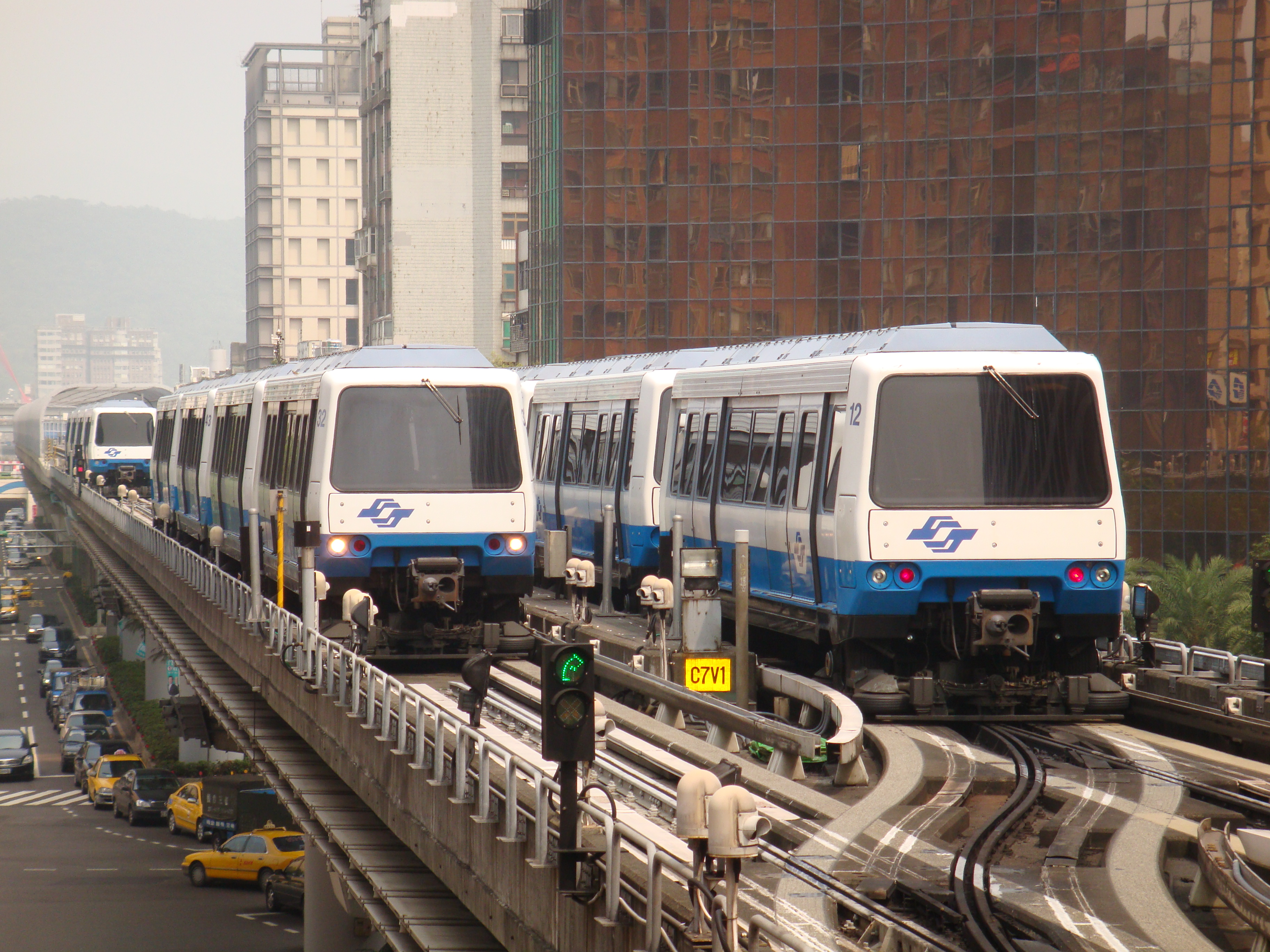
Потяги з шинним ходом

Тайбейський метрополітен (кит.: 臺北捷運) — система ліній метро в місті Тайбей, Республіка Китай. Більшість станцій мають острівну платформу, та мають систему горизонтальний ліфт. Метрополітен повністю доступний для людей з обмеженими можливостями: всі станції обладнані ліфтами, в потягах передбачені міста для інвалідних візків.

## Історія
Будівництво метрополітену розпочалося 15 грудня 1988 року. Початкова ділянка «Taipei Zoo»—"Zhongshan Junior High School", відкрита у 1996 році складалася з 12 станцій та 10,5 км.

## Лінії
У місті працює 5 основних ліній, 3 з яких мають відгалуження. Лінії відрізняються типом колій, на коричневій лінії використовуються потяги з шинним ходом на решті лінії використовується стандартна залізнична колія. Незалежно від типу колій всі потяги живляться від третьої рейки. Потяги Коричневої лінії рухаються в автоматичному режимі, без допомоги машиністів. На інших лініях потягами керують машиністи. До 2016 року лінії позначалися номерами від 1 до 5, потім лінії почали відрізняти за кольором (наприклад Лінія 1 стала «Brown» тобто Коричнева).
| №   | Дата відкриття    | Останнє продовження | Кількість станцій | Кінцеві станції                                 | Довжина в км | Кількість підземних станцій |
| --- | ----------------- | ------------------- | ----------------- | ----------------------------------------------- | ------------ | --------------------------- |
| (1) | 28 березня 1996   | 2009                | 24                | «Taipei Nangang Exhibition Center»—«Taipei Zoo» | 25,1         | 2                           |
| (1) | 28 березня 1997   | 2013                | 29                | «Tamsui»—«Xiangshan»                            | 29,3         | 12                          |
| (1) | 11 листопада 1999 | 2014                | 20                | «Songshan»—«Xindian»                            | 21,5         | 20                          |
| (1) | 24 грудня 1998    | 2013                | 26                | «Luzhou»—«Nanshijiao», «Huilong»—«Nanshijiao»   | 29,3         | 26                          |
| (1) | 24 грудня 1999    | 2015                | 26                | «Taipei Nangang Exhibition Center»—«Dingpu»     | 26,6         | 23                          |

## Розвиток
Будується кільцева лінія, початкова ділянка якої з 14 станцій та 15,4 км повинна відкритися у червні 2018 року.

## Режим роботи
Працює з 6:00 до 0:00. Інтервал руху залежить від лінії, від 1,5 хвилин в годину пік до 15 пізно ввечері.

## Галерея

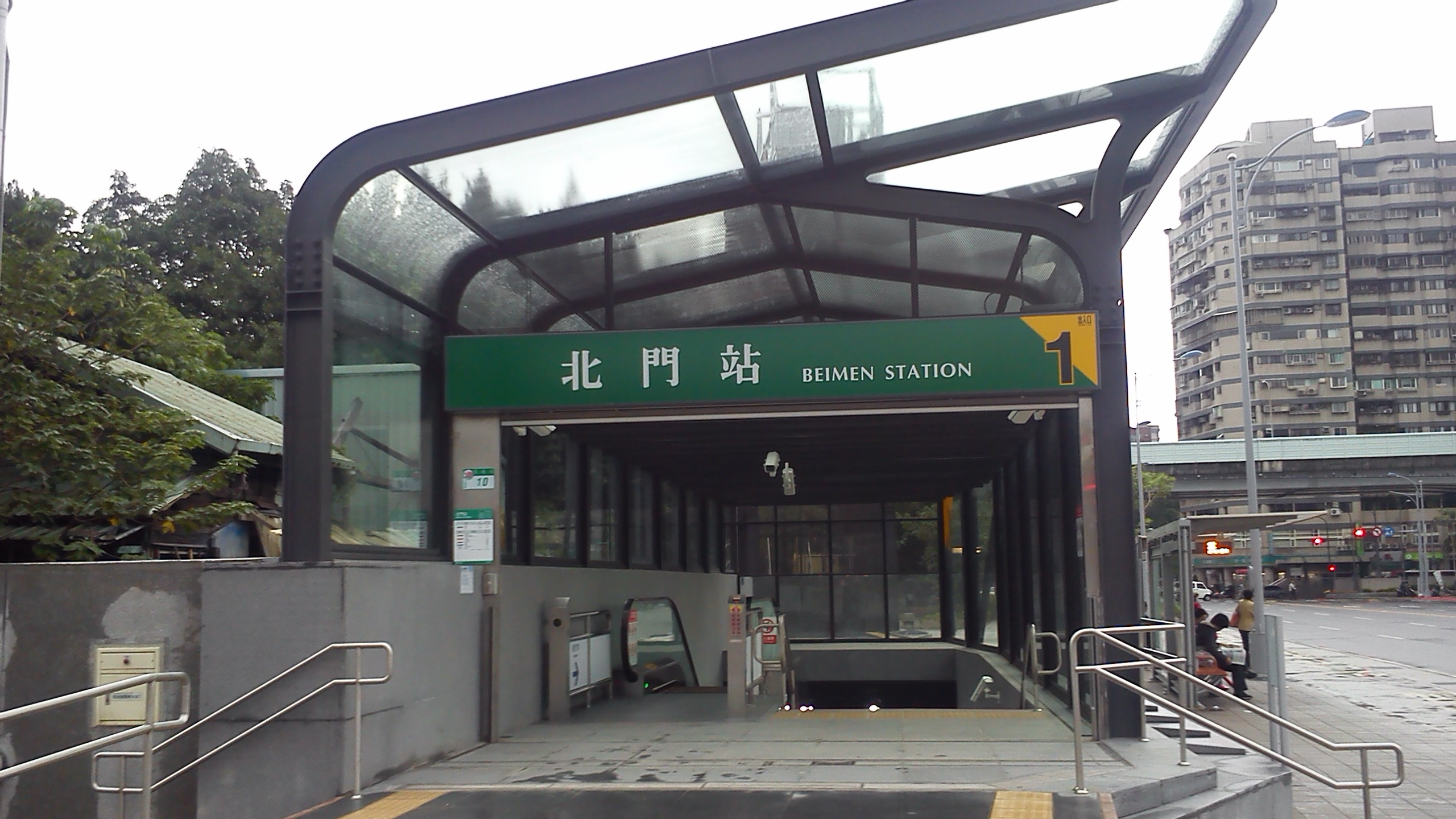
Вихід зі станції «Beimen»
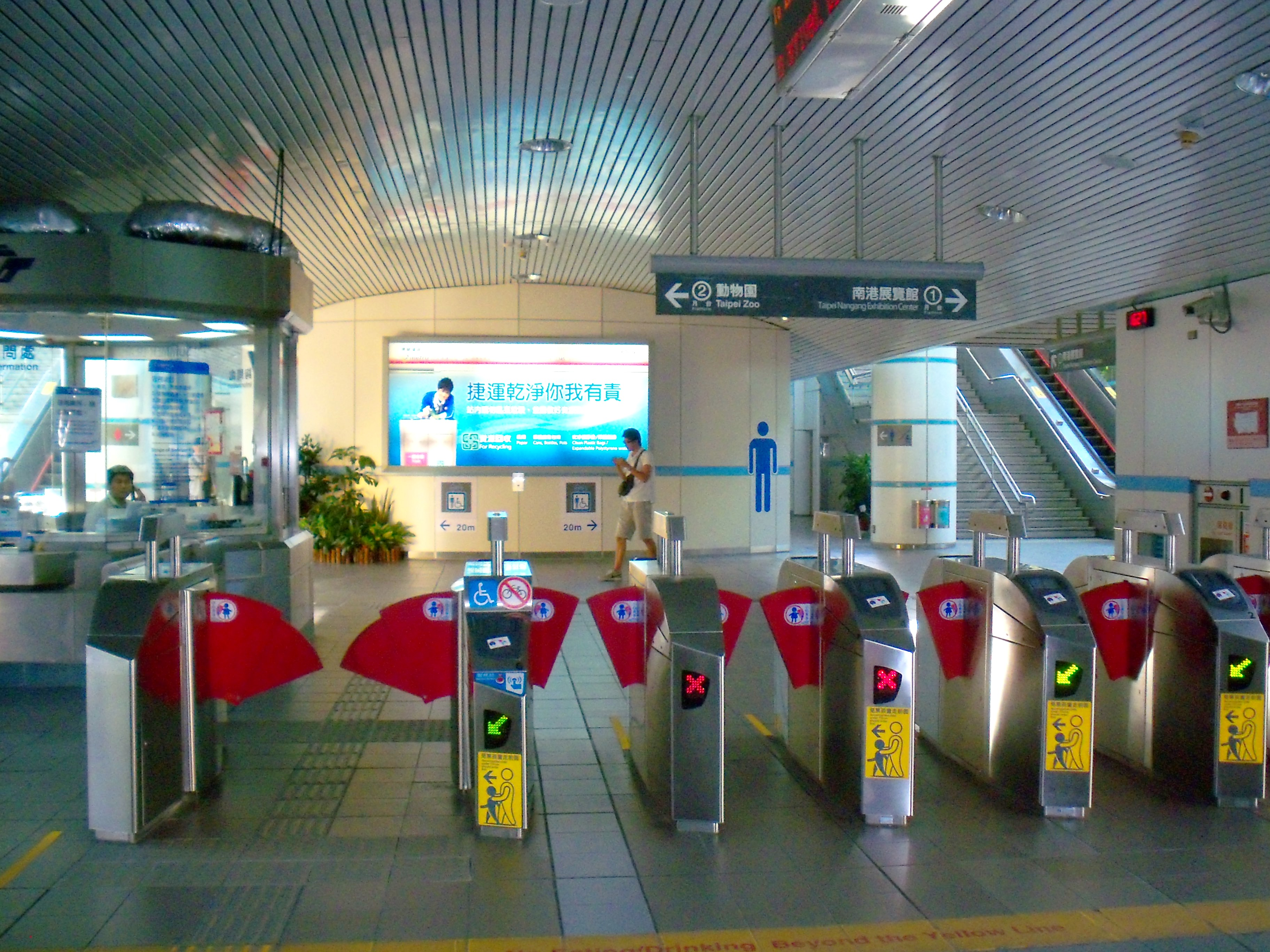
Турнікети на станції «Muzha»
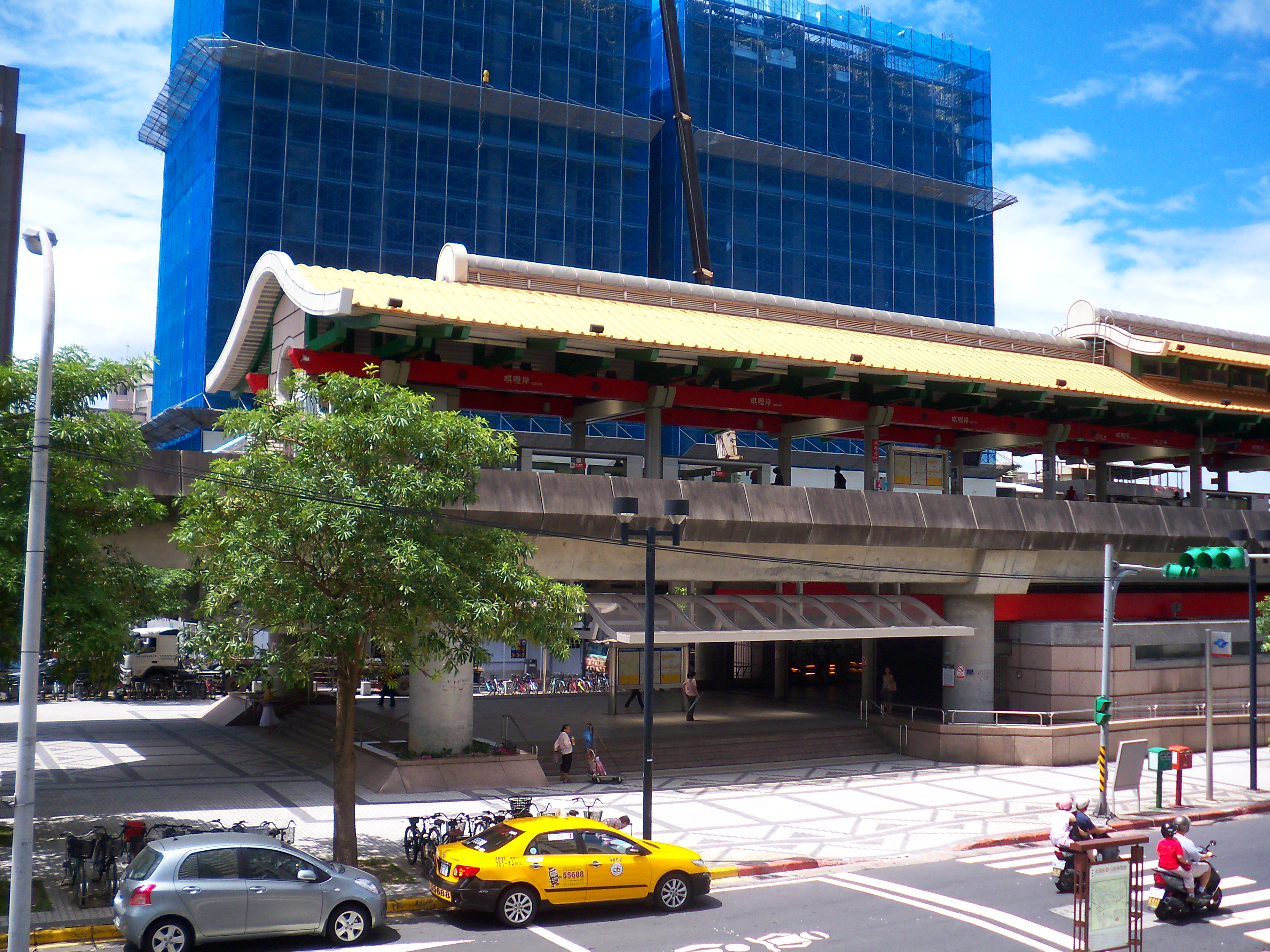
Естакадна станція «Qilian»
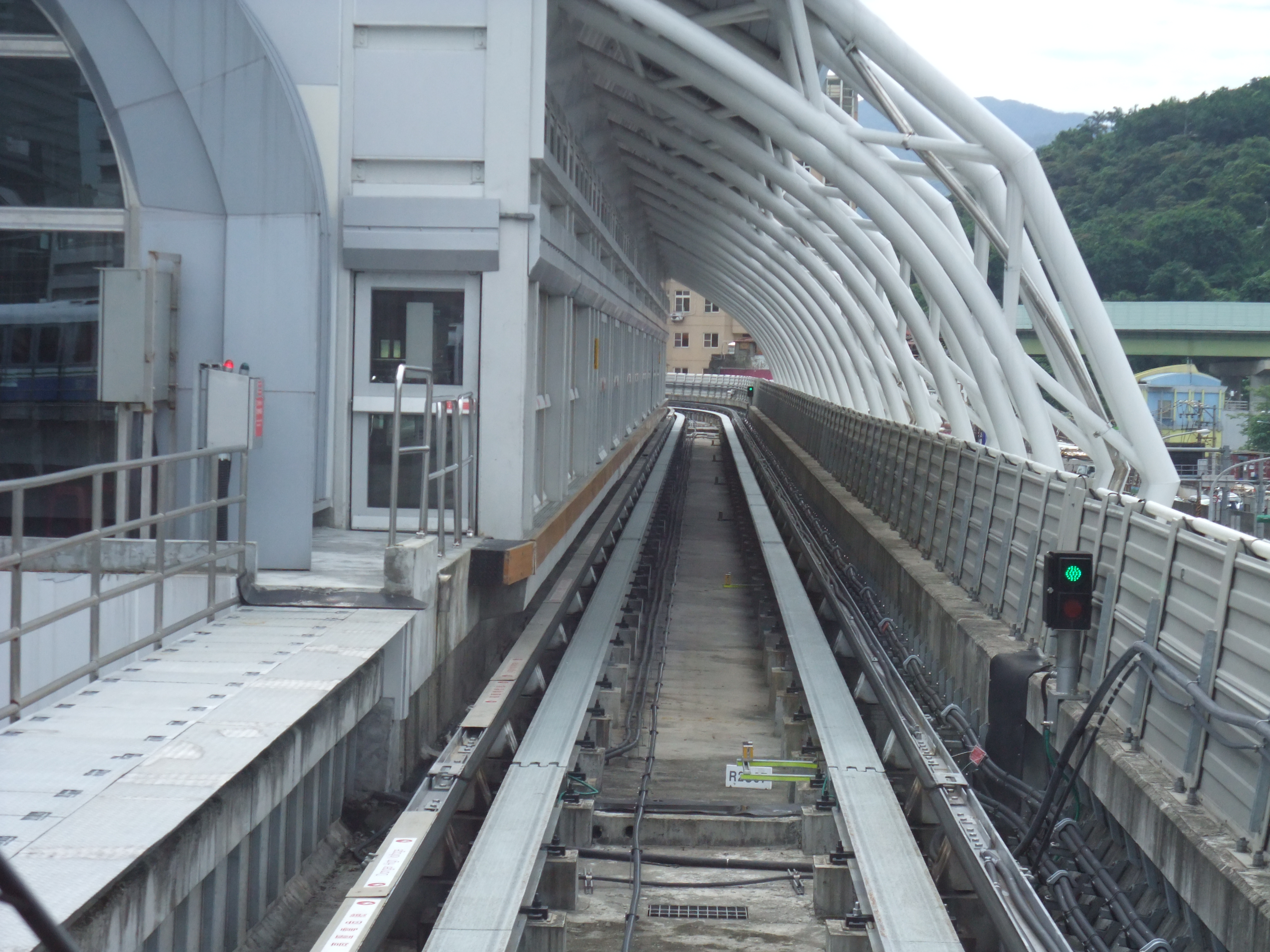
Колія для потягів з шинним ходом біля станції «Taipei Nangang Exhibition Center»
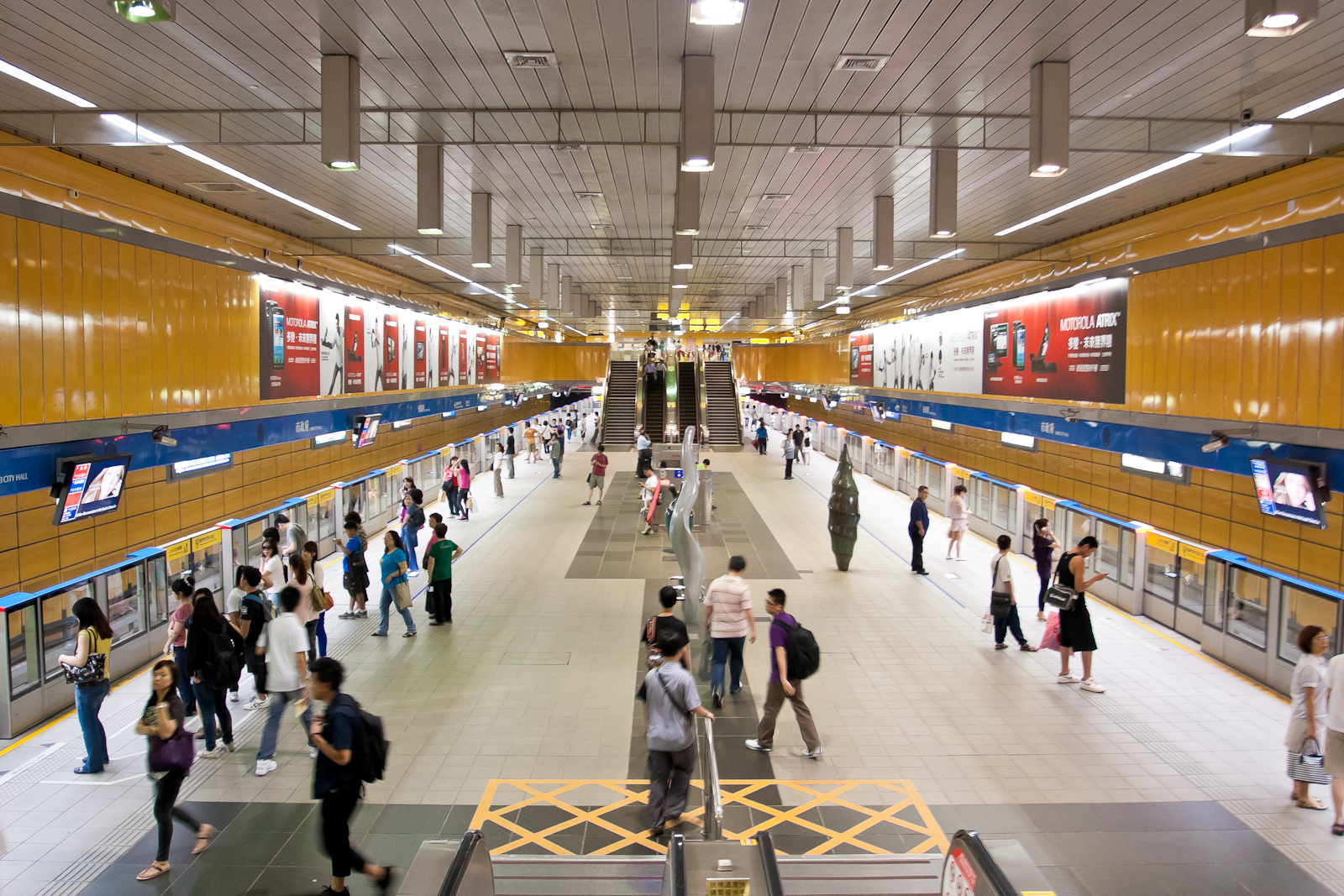
Платформа станції «Taipei City Hall»
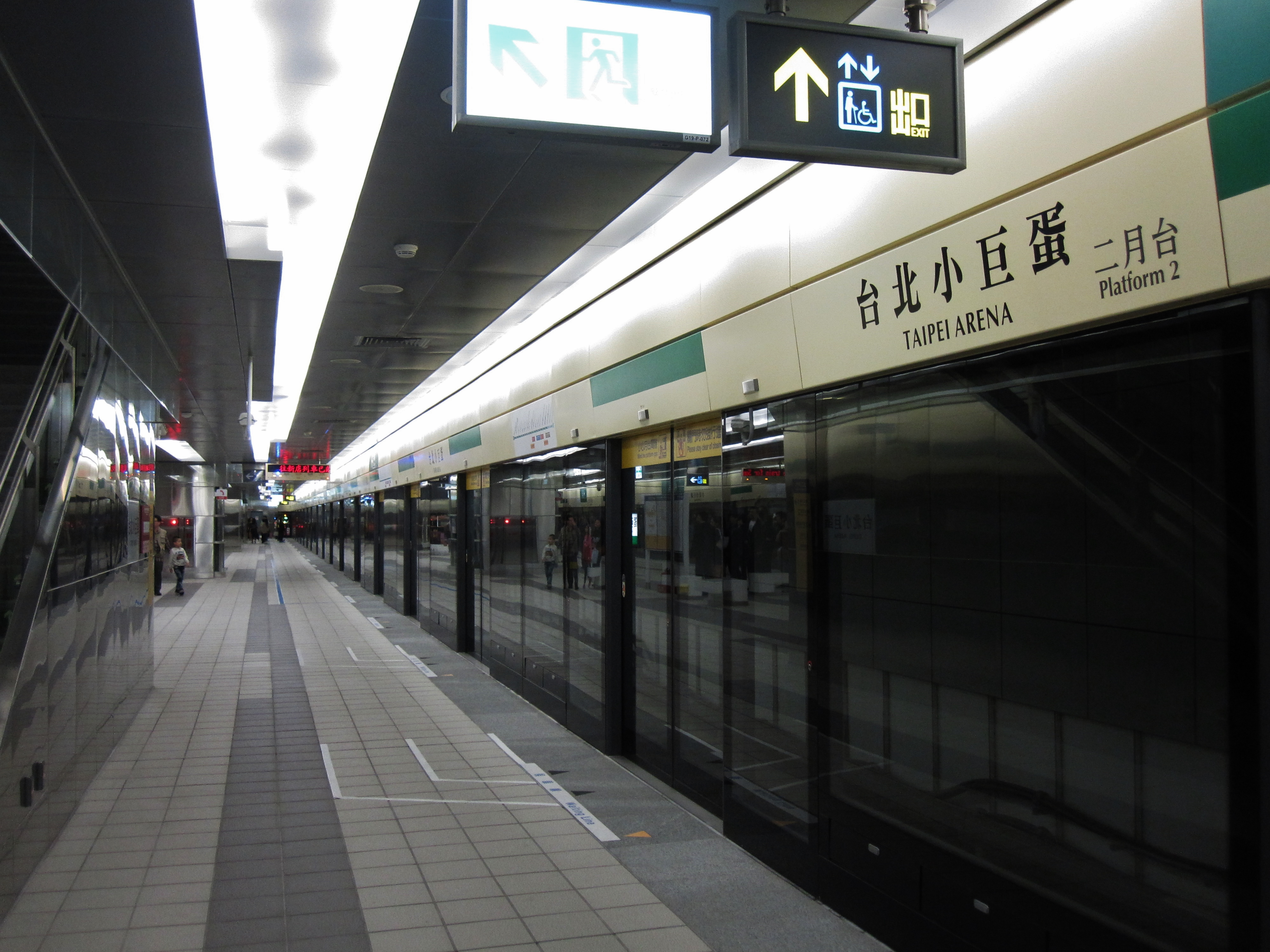
Платформа станції «Taipei Arena»
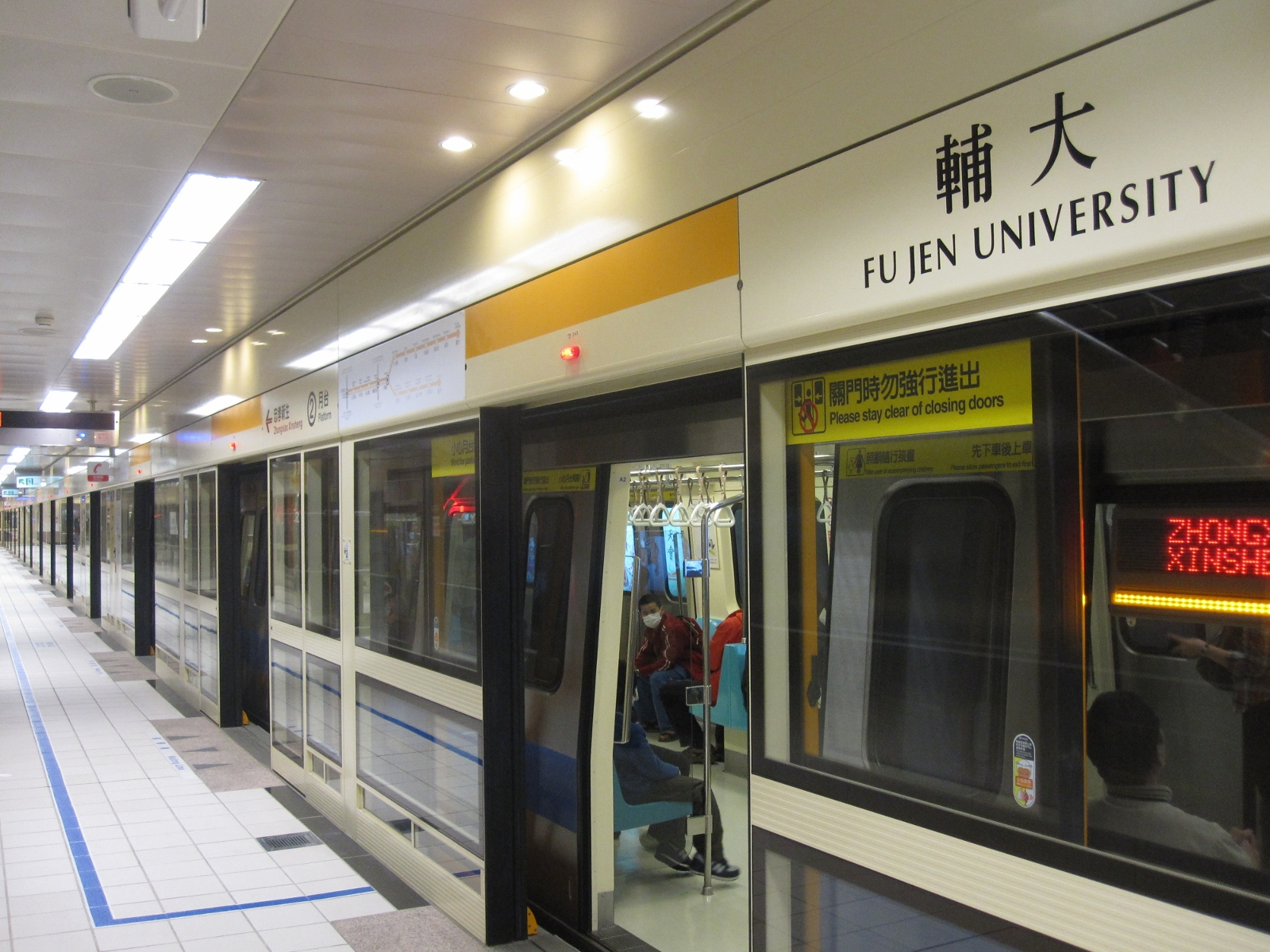
Потяг на станції «Fu Jen University»
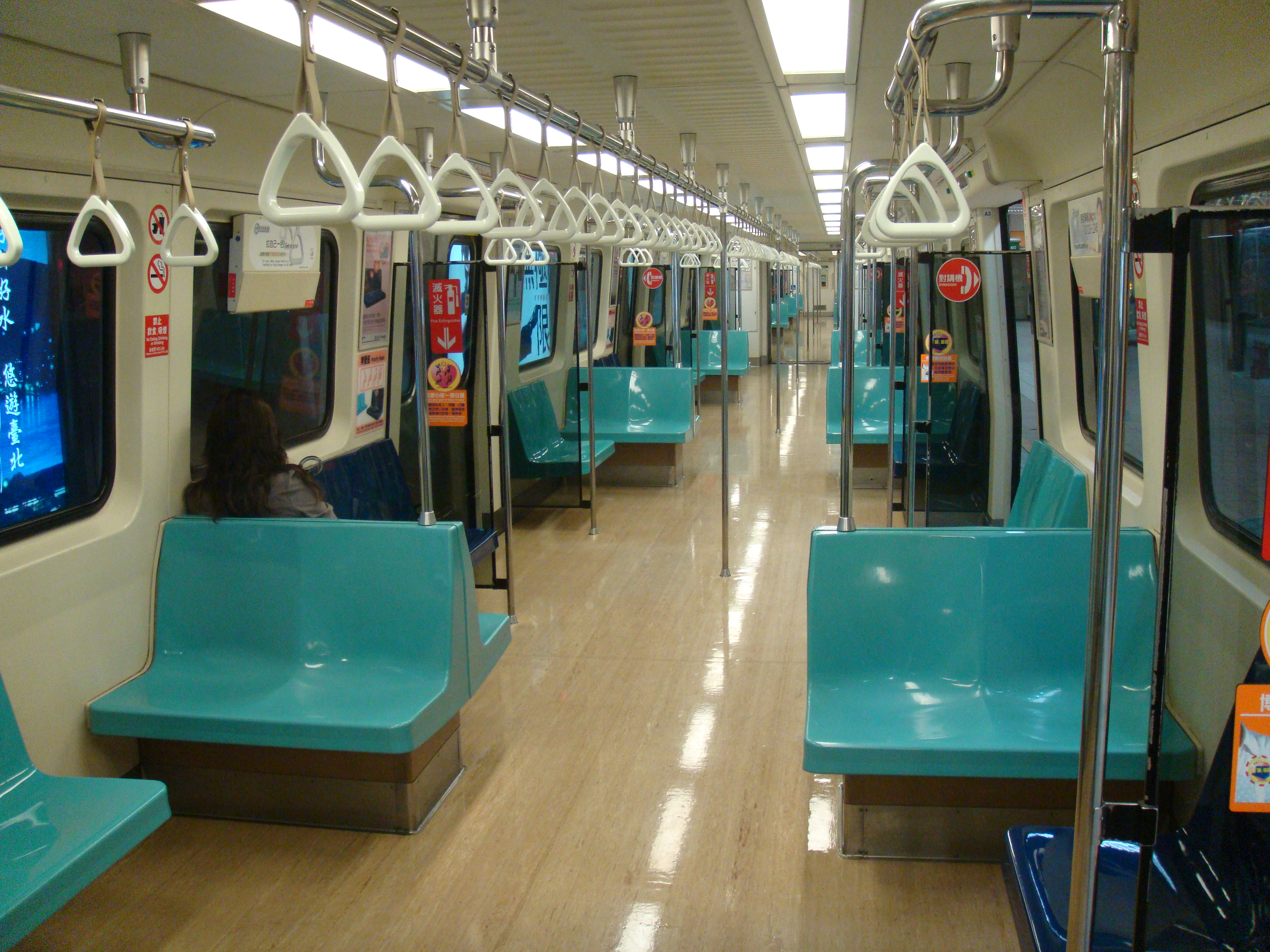
Всередині вагона